# Mulsanteus guillebeaui
Mulsanteus guillebeaui là một loài bọ cánh cứng trong họ Elateridae. Loài này được Mulsant & Godart miêu tả khoa học năm 1853.